# Tweede brief van Johannes
De Tweede brief van Johannes (vaak kortweg 2 Johannes genoemd) behoort tot de algemene zendbrieven in het Nieuwe Testament van de Bijbel. De brief bevat geen afzender, maar wordt vanwege de stijl en inhoud traditioneel aan de apostel Johannes toegeschreven. De brief is geschreven in het Koinè-Grieks.
Deze tweede Johannesbrief telt 1 hoofdstuk bestaande uit 13 verzen. Het is op de derde Johannesbrief na het kortste boek in de christelijke Bijbel. Er bestaat ook een Eerste en een Derde brief van Johannes.

## Auteur
Er wordt in de tekst geen naam van een auteur of afzender genoemd. Op basis van de inhoud en stijl, die overeenkomsten vertonen met die van het Johannesevangelie en de andere Johannesbrieven, wordt de tweede Johannesbrief net als de andere twee traditioneel aan de apostel Johannes toegeschreven. Ook als de brieven niet door Johannes geschreven zijn, is het aannemelijk dat ze in ieder geval afkomstig zijn uit dezelfde kring of theologische school als het Johannesevangelie.
In de brief wordt de schrijver alleen aangeduid met 'oudste' (presbyter), wat waarschijnlijk een eretitel (en niet zozeer een ambt) was waaronder de schrijver bij de afzenders van de brief bekend was. Johannes de Presbyter wordt beschouwd als de auteur van deze brief en 3 Johannes.
Het vraagstuk over het auteurschap van de werken die aan de apostel Johannes werden toegeschreven, heet ook wel het Johanneïsch vraagstuk.

## Geadresseerden
De tweede brief van Johannes is geadresseerd aan "de uitverkoren vrouw en haar kinderen". Het is mogelijk dat de brief inderdaad bestemd is voor een specifieke vrouw maar het is ook mogelijk dat de brief gericht is aan een bepaalde vroegchristelijke gemeente. Het woord voor vrouw (κυρία) werd in profane context ook wel voor gemeente gebruikt en het is in verschillende Nieuw-Testamentische teksten gebruikelijk om over de gemeente van gelovigen te spreken als de bruid van Christus. 

## Inhoud
In tegenstelling tot de eerste Johannesbrief heeft de tweede Johannesbrief echt het karakter van een brief. De korte tekst past op een papyrusblad (hetzelfde geldt voor de derde Johannesbrief), waarmee het een lengte heeft die in die tijd voor brieven gangbaar was. Net als in de eerste brief waarschuwt de schrijver tegen de dwaalleer dat Jezus niet echt mens geworden zou zijn. Daarnaast roept hij op tot eenheid en het naleven van de geboden.